# Lena Ackebo
Lena Ackebo (né le 17 juillet 1950 à Luleå) est une auteure de bande dessinée suédoise. Active depuis le début des années 1980, elle s'est spécialisée dans les histoires satiriques dessinées dans un style caricatural. C'est une contributrice régulière de Galago.

## Distinctions
- 1990 : Chien moche Galago (sv)
- 1991 : prix Adamson du meilleur auteur suédois pour l'ensemble de son œuvre
- 1994 : Bourse 91:an